# Timvisare

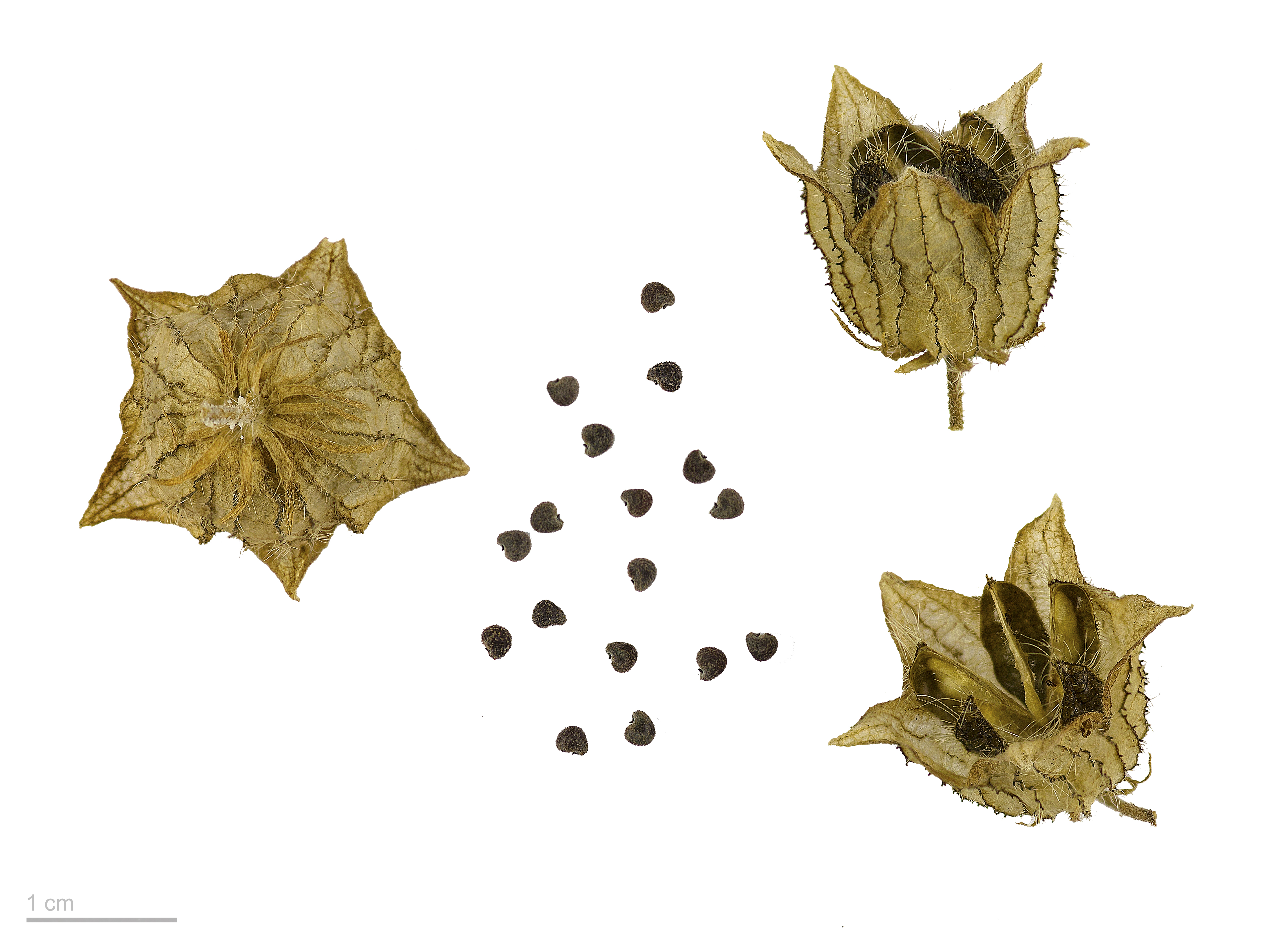
Hibiscus trionum

Timvisare (Hibiscus trionum) är en ettårig ört i familjen malvaväxter med dunkelt ursprung. Troligen härstammar arten från Afrika.
Ettårig ört eller halvbuske, 25-60 cm hög, upprätt men ofta gänglig. Hela växten är klädd med enkla hår och stjärnhår. Blad 2-7 cm långa, mörkgröna, tre till femflikiga, de nedre bladen är grunt flikiga, medan de övre är fingrade eller djupt loberade med parflikiga lober. Blommor ensamma i bladvecken, de är vita eller blekt gula med mörkt purpur basfläck, 6-7 cm i diameter. Ståndarna har röda strängar och gula ståndarknappar. Fodret blir uppblåst vid fruktmognaden. Frukten är en kapsel med vårtiga frön. Blommar från juli till september i Sverige.
Artepitetet trionum är ett gammalt grekiskt växtnamn. Det svenska namnet timvisare anses syfta på att blommorna bara är utslagna under omkring tre timmar.

## Sorter
Många vilda typer har blommor som bara håller sig öppna någon timma eller mer. Urvalsformer för trädgårdar har bättre hållbarhet. Exempel så sådana sorter är: 'Luyana', 'Simply Love'och 'Sunnyday'.

## Odling
Förkultiveras eller sås direkt på växtplatsen. Fröna gror efter 5-10 dagar. Fordrar varm plats för att utvecklas bra och bäst i fullt solsken. Jorden bör vara fuktighetshållande och näringsrik.

## Synonymer
- Hibiscus africanus Miller, 1768
- Hibiscus armeniacus Bouche, 1840
- Hibiscus fulvus Kitaibel, 1828
- Hibiscus hastaefolius E.Meyer, 1843
- Hibiscus hispidus Miller, 1768
- Hibiscus humboldtii  Schrank ex Colla, 1826
- Hibiscus marschallianus Fischer & C.A.Meyer
- Hibiscus physodes E.Meyer, 1843
- Hibiscus sphaerocarpus Bouche, 1840
- Hibiscus ternatus Cavanilles, 1787
- Hibiscus tridactylites Lindley, 1838
- Hibiscus trionicus Saint-Lager, 1880 nom illeg.
- Hibiscus trionioides G.Don, 1831
- Hibiscus trionum var. cordatus Harvey
- Hibiscus trionum var. lanceolatus Harvey, 1860
- Hibiscus trionum var. ternatus (Cavanilles) de Candolle, 1824
- Hibiscus trionum var. vesicarius (Cavanilles) Hochreutiner, 1900
- Hibiscus trionum var. cordifolius de Candolle, 1802 nom illeg.
- Hibiscus trionum f. typicus Hochreutiner, 1900
- Hibiscus trionum var. magnus Hochreutiner, 1900
- Hibiscus trionum var. physodes (E.Mey.) Hochreutiner, 1900
- Hibiscus trionum var. hastaefolius (E.Mey.) Harvey, 1860
- Hibiscus trionum f. uniflorus (E.Meyer) Hochreutiner, 1900
- Hibiscus uniflorus E.Mey., 1843
- Hibiscus vesicarius Cav., 1787
- Ketmia trionum (L.) Scop., 1772
- Trionum annuum Medikus, 1787
- Trionum cordifolium Moench, 1802, nom. illeg.
- Trionum diffusum Moench
- Trionum frutescens Medikus, 1787
- Trionum trionum (L.) Wooton & Standley, 1915, nom. inadmiss.